# Feuchtgebiete
Feuchtgebiete é um filme de comédia dramática produzido na Alemanha e lançado em 2013, sob a direção de David Wnendt.
Conta a história de Helen Memel, uma jovem de 18 anos que é internada pós umas mal sucedida depilação íntima. A situação curiosa expõe a vida dela, que não aceita a separação dos pais, e acaba se envolvendo com um enfermeiro do hospital.